# Supercoupe de Suède de football 2009
 (mars 2024).
Navigation
Édition précédente Édition suivante
La Supercoupe de Suède 2009 voit s'affronter avant le début de la saison, les vainqueurs du championnat et de la Coupe de l'année précédente. Cette année, le Kalmar FF, champion de Suède en titre affronte l'IFK Göteborg le vainqueur de la Coupe de Suède de football 2008.

## Feuille de match
| 21 mars 2009 | Kalmar FF (Allsvenskan) | 1 - 0 | IFK Göteborg (Allsvenskan) | Fredriksskans, Kalmar                             |                                                   |
| 16h00 CET    | Daniel Mendes 89e       |       |                            | Spectateurs : 2 305 Arbitrage : Stefan Johanneson | Spectateurs : 2 305 Arbitrage : Stefan Johanneson |

| Kalmar FF | IFK Göteborg |

| KALMAR FF:       |    |                     |     |     |
|                  |    |                     |     |     |
| GK               | 1  | Petter Wastå        |     |     |
| RB               | 25 | Tobias Eriksson     | 81e |     |
| CB               | 4  | Marcus Lindberg     | 66e |     |
| CB               | 3  | Joachim Lantz       |     |     |
| LB               | 9  | Stefan Larsson      |     |     |
| LM               | 35 | Lourival Assis      |     |     |
| DM               | 8  | Henrik Rydström (c) | 87e |     |
| DM               | 13 | David Elm           | 21e | 80e |
| CM               | 12 | Daniel Sobralense   |     |     |
| RM               | 7  | Jimmie Augustsson   | 74e |     |
| FW               | 17 | Daniel Mendes       |     |     |
| Remplaçants :    |    |                     |     |     |
| GK               | 45 | Zlatan Azinovic     |     |     |
| FW               | 11 | Abiola Dauda        | 74e |     |
| MF               | 10 | Daryl Smylie        | 80e |     |
| DF               | 26 | Emin Nouri          |     |     |
| DF               | 6  | Mikael Eklund       |     |     |
| Manager :        |    |                     |     |     |
| Nanne Bergstrand |    |                     |     |     |

| IFK GÖTEBORG:            |    |                     |     |
|                          |    |                     |     |
| GK                       | 1  | Kim Christensen (c) |     |
| RB                       | 16 | Erik Lund           |     |
| CB                       | 5  | Mattias Bjärsmyr    |     |
| CB                       | 10 | Ragnar Sigurdsson   |     |
| LB                       | 6  | Adam Johansson      | 58e |
| CM                       | 19 | Pontus Wernbloom    | 44e |
| CM                       | 13 | Gustav Svensson     |     |
| CM                       | 15 | Jakob Johansson     |     |
| FW                       | 7  | Tobias Hysén        |     |
| FW                       | 11 | Robin Söder         |     |
| FW                       | 21 | Niklas Bärkroth     | 63e |
| Remplaçants :            |    |                     |     |
| MF                       | 8  | Thomas Olsson       | 58e |
| MF                       | 22 | Tobias Sana         | 63e |
| Manager :                |    |                     |     |
| Jonas Olsson Stefan Rehn |    |                     |     |

|  | Règles du match - 90 minutes. - 30 minutes de prolongations en cas d'égalité. - Tirs au but si l'égalité persiste. - Sept remplaçants. - Trois remplacements possibles. |